# Kharian
Kharian ist eine Stadt in der Provinz Punjab in Pakistan.
Am 14. Mai 2011 ereignete sich in der Nähe von Kharian eine Explosion in einem Bus, bei der mindestens sechs Menschen ums Leben kamen. Die Behörden gingen von einer vorzeitig explodierten Bombe eines Selbstmordattentäters aus.